# SG Ellingen-Bonefeld-Willroth
Die SG Ellingen/Bonefeld/Willroth ist eine Spielgemeinschaft von drei Amateurvereinen aus dem Westerwald. Die erste Fußballmannschaft spielte zwei Jahre in der damals drittklassigen Oberliga Südwest und nahm viermal am DFB-Pokal teil.

## Geschichte
Die Spielgemeinschaft wurde im Jahre 1973 durch die Vereine SV Ellingen und TuS Bonefeld gegründet. 1978 kam der FC Willroth hinzu. Der SV Ellingen hatte zuvor dank seiner Jugendarbeit fünf Aufstiege innerhalb von zehn Jahren feiern können, die der Spielgemeinschaft 1973 einen Platz in der Amateurliga Rheinland sicherten. In der Amateurliga belegte die SG stets einen einstelligen Tabellenplatz, wobei der fünfte Platz in der Saison 1977/78 der sportliche Höhepunkt war. Zwischenzeitlich gewann die Mannschaft 1977 erstmals den Rheinlandpokal und qualifizierte sich für den DFB-Pokal. Dort scheiterte die Mannschaft in der zweiten Runde mit 1:6 beim FC Schalke 04. 1978 qualifizierte sich die SG für die neu geschaffene Oberliga Südwest und zog erneut in den DFB-Pokal ein, wo die Mannschaft erneut in der zweiten Runde ausschied. Bei Eintracht Braunschweig verloren die Westerwälder mit 0:1.
In der Oberliga Südwest spielte die SG gegen den Abstieg, der am Ende der Saison 1979/80 als Tabellenletzter erfolgte. Bei Mainz 05 unterlag die Mannschaft mit 0:10. Zurück in der Verbandsliga Rheinland rutschte die SG ins Mittelmaß zurück. Beim letzten DFB-Pokalauftritt in der Saison 1983/84 gab es in der ersten Runde eine 2:3-Niederlage gegen Holstein Kiel. Fünf Jahre später stiegen die Westerwälder aus der Verbandsliga ab, kehrten auf Anhieb zurück und mussten 1992 erneut den Gang in die Landesliga antreten. Es folgten einige Jahre als Fahrstuhlmannschaft, die in der Saison 2005/06 noch einmal in die Verbandsliga zurückkehrte. Nach zwei Abstiegen in Folge tritt die Spielgemeinschaft in der Kreisliga A Westerwald-Wied an.
In der Saison 2012/2013 konnte nach mehrjähriger Abstinenz die Rückkehr in den überkreislichen Fußball gefeiert werden. Neben der Meisterschaft in der Kreisliga A des Kreises Westerwald/Wied, gewann man auch die Hallenkreismeisterschaft und den Kreispokal. Somit geht die SG Ellingen/Bonefeld/Willroth in der Saison 2013/2014 in der Bezirksliga Ost des Fußballverbandes Rheinland an den Start.
In der Saison 2015/2016 verpasste man den Aufstieg in die Rheinlandliga knapp. Nachdem man nach der regulären Saison punktgleich mit dem SV Windhagen an der Tabellenspitze stand, musste ein Entscheidungsspiel bestritten werden. Dieses verlor man in Puderbach vor der stattlichen Kulisse von 2.145 Zuschauern mit 0:2.